# NGC 2859
NGC 2859 هي مجرة محدبة تبعد حوالي 83 مليون سنة ضوئية تقع في كوكبة الأسد الأصغر (كوكبة). تحتوي على شريط قوي (B) مما يعني أنه ينمو أكثر إشراقا أو أوسع . يتم وضع شريط ثانوي خافت في الزاوية اليمنى تقريبا إلى الشريط الرئيسي. وتحيطها حلقة داخلية ضعيفة. المنطقة الخارجية للمجرة تستضيف حلقة بارزة منفصلة (R) تتضمن سلسلة من عقدة زرقاء اللون على الجانب الشرقي.
الثقب الأسود الهائل المركزي يقدر بنحو 105 مليون مرة من كتلة الشمس. تصنف النواة مبدئيا كنوع T2 مع عدم وجود مؤشر على النشاط.

## وصلات خارجية
- NGC 2859 على موقع ويكي سكاي: DSS2, SDSS, GALEX, IRAS, Hydrogen α, X-Ray, Astrophoto, Sky Map, Articles and images